# Pictures of Matchstick Men
Pictures of Matchstick Men è il primo singolo del gruppo musicale britannico Status Quo, pubblicato nel 1968 dall'etichetta Pye Records.

## Descrizione

### Concezione
La canzone viene scritta da Francis Rossi nel 1967 su impulso del riff di chitarra del brano Hey Joe di Jimi Hendrix e nel testo è ispirata ai cosiddetti matchstick men (in italiano "uomini fiammifero") dipinti dal pittore inglese L. S. Lowry, divenuto famoso per aver effigiato proprio queste figure sottili a gruppi di persone nella vita dei distretti industriali del nord dell'Inghilterra nella metà del 1900.

Viene composta in un momento di profonda crisi degli Status Quo (che malgrado la pubblicazione di alcuni 45 giri nel biennio 1966-67, non erano ancora riusciti ad emergere) e in circostanze assai curiose, mentre Rossi si era chiuso nel bagno di casa dopo un litigio con la giovanissima moglie:
Pictures of Matchstick Men è inoltre il primo lavoro pubblicato dal gruppo con la nuova denominazione di The Status Quo. Tra il 1966 e il 1967 erano stati incisi alcuni 45 giri (di modesto esito commerciale) dapprima con la denominazione di The Spectres quindi con quella di Traffic Jam.

### Testo
Il brano è connotato da liriche oniriche ed evocative e riferisce di continue visioni di "uomini fiammifero" (matchstick men) insieme al volto onnipresente di una non meglio identificata figura femminile. In alcune interviste rilasciate in seguito, Rossi chiarì di alludere proprio al rapporto in crisi con la giovane moglie con cui appena diciottenne aveva contratto matrimonio.

### Analisi musicale
Il pezzo inizia con una singola chitarra elettrica che ripete una semplice melodia acuta di quattro note in tono vibrato con accordatura in Si, prima che la seconda chitarra elettrica si unisca all'organo hammond, al basso elettrico e alla batteria e cominci, infine, la parte vocale. In linea con la corrente  psichedelica  in cui musicalmente si inserisce,  i toni evocativi delle liriche vengono esaltati da arrangiamenti ricercati e raffinati, accompagnati da accentuate distorsioni sonore ottenute grazie al massiccio ricorso alla allora neonata tecnica del phaser. Lo stile è molto diverso da quello che connoterà i lavori del gruppo a partire dai primi anni settanta.

## Accoglienza
Pubblicato il 5 gennaio del 1968 e oggi ricordato come uno dei classici più famosi del periodo d'oro della musica psichedelica, Pictures of Matchstick Men riesce a emergere solo grazie ai DJ di una delle primissime radio pirata del Regno Unito, Radio Carolina, i quali, trasmettendolo con insistenza, lo portano all'esordio nelle Top 30 inglesi facendo crollare una censura in principio imposta dalla BBC per i toni troppo evocativi delle liriche, da qualcuno valutate come il frutto di percezioni da stupefacenti. Dopo la prima storica apparizione della band alla trasmissione televisiva Top of the Pops nel febbraio del 1968, la canzone sale nelle Top 10 inglesi (settimo posto) ed espande rapidamente il suo successo anche nel resto del pianeta.

## Nella cultura di massa
Film
- Il genio della truffa (2003), con Nicolas Cage (contenuta solo nel trailer ufficiale del film);
- Men in Black 3 (2012), con Will Smith;

Serie televisive
- Cold Case - Delitti irrisolti, serie televisiva statunitense, anno 2006, quarta stagione, episodio 79;
- My Name Is Earl, serie televisiva statunitense, anno 2007, terza stagione, episodio 11;
- Ray Donovan, serie televisiva statunitense, anno 2017, terza stagione, episodio 7.

## Tracce
7" (1968)
1. Pictures of Matchstick Men – 3:08 (Francis Rossi)
2. Gentleman Joe's Sidewalk Cafe – 2:59 (Kenny Young)

7" (1978)
1. Pictures of Matchstick Men – 3:08 (Francis Rossi)
2. Ice in the Sun – 2:10 (Marty Wilde, Ronnie Scott)

7" (1979)
1. Pictures of Matchstick Men – 3:08 (Francis Rossi)
2. Down the Dustpipe – 2:03 (Carl Grossmann)

## Formazione
- Francis Rossi – chitarra solista, voce
- Rick Parfitt – chitarra ritmica, voce
- Alan Lancaster – basso, voce
- Roy Lynes – organo
- John Coghlan – percussioni

## Classifiche
| Classifica (1968) | Posizione massima |
| ----------------- | ----------------- |
| Austria           | 18                |
| Canada            | 8                 |
| Germania          | 7                 |
| Irlanda           | 7                 |
| Paesi Bassi       | 3                 |
| Regno Unito       | 7                 |
| Stati Uniti       | 12                |
| Svizzera          | 5                 |

## Cover
Negli anni successivi Pictures of Matchstick Men fu oggetto di cover da parte di svariati artisti, tra cui Ozzy Osbourne, The Divine Comedy, Forgotten Rebels, Kasabian e Liam Gallagher (quest'ultimo reinterpretò il brano nel 2003 insieme ai Death in Vegas con il titolo di Scorpio Rising)
Nel 1989 il gruppo statunitense Camper Van Beethoven reinterpretò il brano e lo pubblicò come singolo, raggiungendo la vetta della classifica Alternative Songs stilata da Billboard.
Nel 1996 il musicista olandese Arjen Anthony Lucassen incise una propria versione del brano e la pubblicò come unico singolo dal suo album tributo Strange Hobby.
Ne esiste anche una versione in lingua italiana dal titolo Il pittore, incisa nel 1968 dai Camaleonti ed inclusa nell'album Io per lei.

## Versione del 2014
Nel dicembre 2014 gli Status Quo ripubblicano il brano in versione acustica, estraendolo come secondo singolo dal loro trentunesimo album in studio Aquostic (Stripped Bare).

### Tracce
1. Pictures of Matchstick Men – 3:37 (Francis Rossi)
2. Pictures of Matchstick Men (London Mix) – 4:33 (Francis Rossi)

### Formazione
Gruppo
- Francis Rossi – chitarra, voce
- Rick Parfitt – chitarra, voce, ukulele
- Andy Bown – chitarra, mandolino, armonica, piano, voce
- John "Rhino" Edwards – basso, chitarra, voce
- Leon Cave – chitarra, batteria, voce

Altri musicisti
- Geraint Watkins − fisarmonica
- Martin Ditcham − percussioni
- Amy Smith − cori
- Richard Benbow − arrangiamento archi
- Lucy Wilkins − violino
- Howard Gott − violino
- Natalia Bonner − violino
- Alison Dods − violino
- Sophie Sirota − viola
- Sarah Wilson − violoncello